# Jule Niemeier
Jule Niemeier (Dortmund, 12 augustus 1999) is een tennisspeelster uit Duitsland.
Niemeier groeide op in Dortmund en begon op driejarige leeftijd met het spelen van tennis. Haar favoriete ondergrond is gravel. Zij speelt rechtshandig en slaat haar backhand overwegend tweehandig.

## Loopbaan
In 2017 bereikte zij met de Britse Ali Collins de kwartfinale van het juniorentoernooi op het Australian Open.
Op het dubbelspel van het WTA-toernooi van Neurenberg 2018 speelde Niemeier haar WTA-debuut met Lara Schmidt. Een maand later won zij haar eerste ITF-enkelspeltitel, in Kaltenkirchen (Duitsland).
In juli 2021 kwam zij binnen op de top 150 van de wereldranglijst in het enkelspel.
In mei 2022 won Niemeier haar vierde ITF-enkelspeltitel, in Zagreb (Kroatië) – daarmee maakte zij haar entrée tot de mondiale top 100. Zij stond in juni voor het eerst in een WTA-finale, op het toernooi van Makarska – hier veroverde zij haar eerste titel, door de Italiaanse Elisabetta Cocciaretto te verslaan. In juli bereikte zij de kwartfinale op Wimbledon, waarbij zij onder meer de Estische Anett Kontaveit (WTA-2) naar de kleedkamers verwees.
In de periode 2021–2022 maakte Niemeier deel uit van het Duitse Fed Cup-team – zij vergaarde daar een winst/verlies-balans van 2–2.

## Posities op deWTA-ranglijst
Positie per einde seizoen:
| jaar | rang enkelspel | rang dubbelspel |
| ---- | -------------- | --------------- |
| 2016 | 1253           | –               |
| 2017 | 971            | –               |
| 2018 | 455            | 837             |
| 2019 | 296            | –               |
| 2020 | 280            | –               |
| 2021 | 130            | –               |

## Palmares
| Legenda                 |
| ----------------------- |
| Grandslamtoernooi       |
| Olympische Spelen       |
| Year-End Championships  |
| Premier Mandatory       |
| Premier Five / WTA 1000 |
| Premier / WTA 500       |
| International / WTA 250 |
| Challenger / WTA 125    |

### WTA-finaleplaatsen enkelspel
| nr.              | finale     | toernooi     | ondergrond | tegenstandster         | score    |         |
| ---------------- | ---------- | ------------ | ---------- | ---------------------- | -------- | ------- |
| gewonnen finales |            |              |            |                        |          |         |
| 1.               | 2022-06-05 | WTA Makarska | gravel     | Elisabetta Cocciaretto | 7-5, 6-1 | details |
| verloren finales |            |              |            |                        |          |         |
| geen             |            |              |            |                        |          |         |

### Gewonnen ITF-toernooien enkelspel
| nr. | finale     | toernooi      | dotatie | ondergrond | tegenstandster in finale | score    |
| --- | ---------- | ------------- | ------- | ---------- | ------------------------ | -------- |
| 1.  | 2018-06-24 | Kaltenkirchen | $15.000 | gravel     | Vlada Ekshibarova        | 7-5, 6-2 |
| 2.  | 2019-08-18 | Leipzig       | $25.000 | gravel     | Katharina Gerlach        | 6-3, 6-3 |
| 3.  | 2021-05-09 | Praag         | $25.000 | gravel     | Dalma Gálfi              | 6-4, 6-2 |
| 4.  | 2022-05-01 | Zagreb        | $60.000 | gravel     | Réka Luca Jani           | 6-2, 6-2 |

## Resultaten grandslamtoernooien
| Legenda | Legenda                          |
| ------- | -------------------------------- |
| g.t.    | geen toernooi gehouden           |
| l.c.    | lagere categorie                 |
| –       | niet deelgenomen                 |
| G       | uitgeschakeld in de groepsfase   |
| 1R      | uitgeschakeld in de eerste ronde |
| 2R      | uitgeschakeld in de tweede ronde |
| 3R      | uitgeschakeld in de derde ronde  |
| 4R      | uitgeschakeld in de vierde ronde |
| KF      | uitgeschakeld in de kwartfinale  |
| HF      | uitgeschakeld in de halve finale |
| F       | de finale verloren               |
| W       | het toernooi gewonnen            |
| w-v     | winst/verlies-balans             |

### Enkelspel
| toernooi        | 2022 |
| --------------- | ---- |
| Australian Open | –    |
| Roland Garros   | 1R   |
| Wimbledon       | KF   |
| US Open         | 4R   |

### Vrouwendubbelspel
| toernooi        | 2022 |
| --------------- | ---- |
| Australian Open | –    |
| Roland Garros   | –    |
| Wimbledon       | 2R   |
| US Open         | –    |